# Alsu Minazova
Alsu Minazova –en ruso, Алсу Миназова– (Ufá, 4 de julio de 1998) es una deportista rusa que compite en piragüismo en la modalidad de eslalon. Ganó dos medallas de bronce en el Campeonato Mundial de Piragüismo en Eslalon, en los años 2019 y 2021.

## Palmarés internacional
| Campeonato Mundial | Campeonato Mundial      | Campeonato Mundial | Campeonato Mundial |
| Año                | Lugar                   | Medalla            | Competición        |
| ------------------ | ----------------------- | ------------------ | ------------------ |
| 2019               | Seo de Urgel (España)   | Medalla de bronce  | K1 por equipos     |
| 2021               | Bratislava (Eslovaquia) | Medalla de bronce  | C1 por equipos     |